# Vadžet

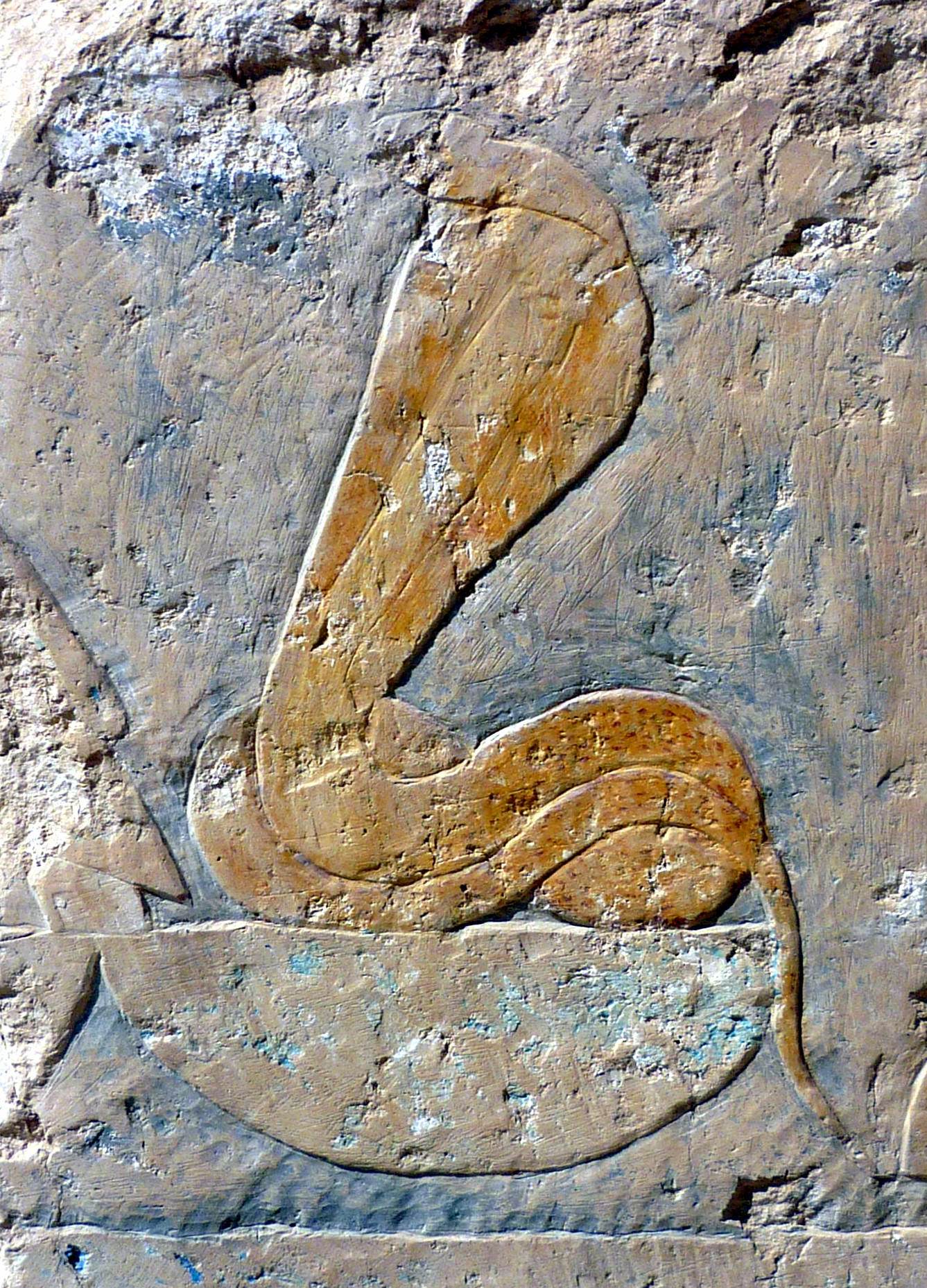
Vadžet v podobě kobry

Vadžet (též Uto, v egyptštině wꜢḏt znamená Zelená) je staroegyptská bohyně. Je to ochranná bohyně Dolního Egypta, byla uctívána v podobě kobry.

## Původ
Vadžet byla původně bohyní města Bútó (Puto), toto město vzniklo z dvouměstí Dep-Pe, s velkou pravděpodobností to bylo hlavní město Dolního Egypta před sjednocením říše. Po sjednocení celého Egypta králem Menim se stala ochráncem celého Dolního Egypta. Společně s bohyní Nechbet, ochránkyní Horního Egypta, byly jako Obě paní symbolem starého Egypta od jeho počátku až do jeho konce. Společně byly poctěny označením Matka krále.

## Možnosti vyobrazení

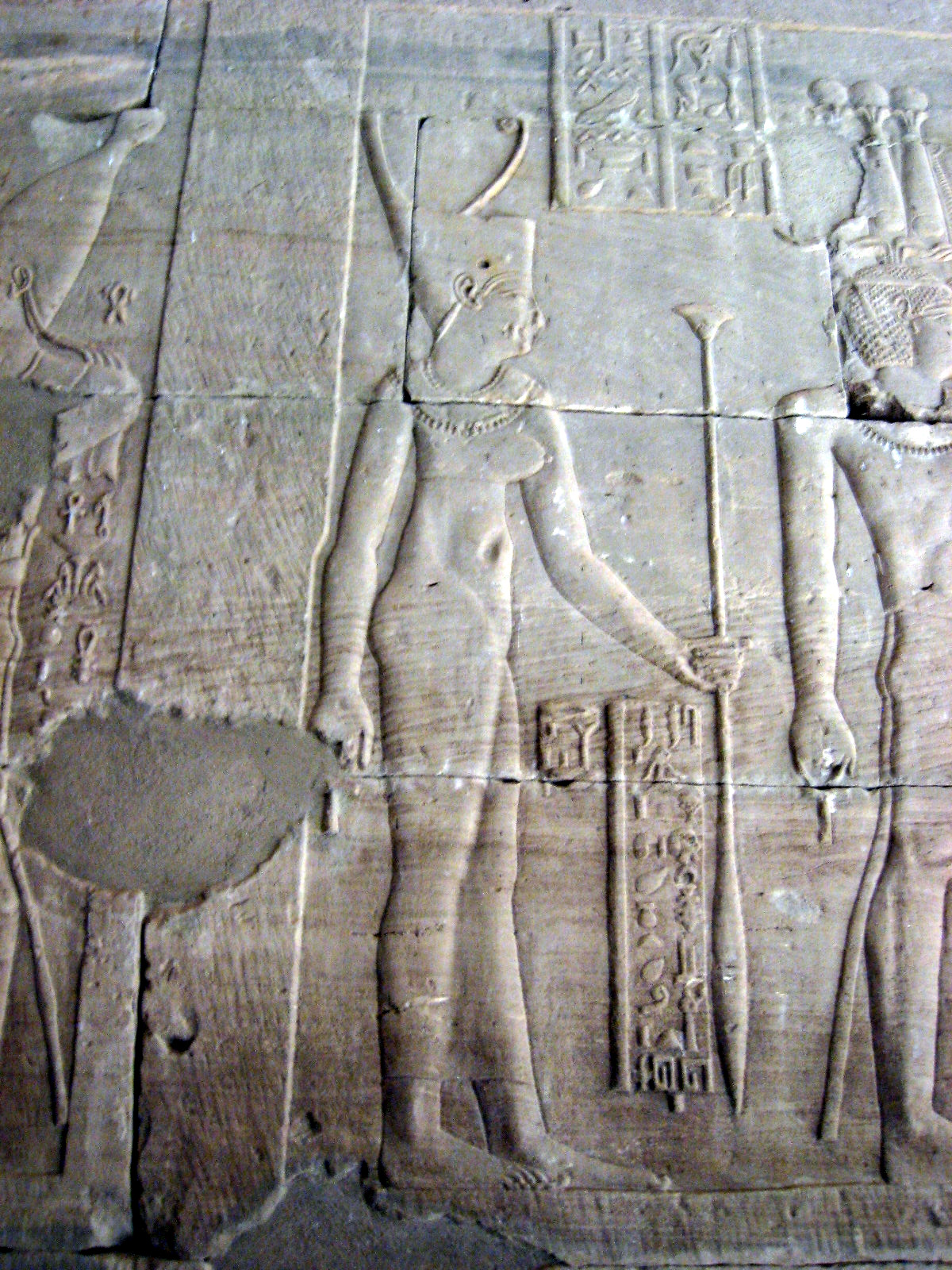
Vadžet jako žena s korunou Dolního Egypta

Staří Egypťané bohyni Vadžet většinou znázorňovali jako kobru, která byla často okřídlená. Někdy ji zobrazovali také jako štíhlou ženu, která měla kobru na čele, nebo jako supici s kobří hlavou. V podobě kobry, která se označuje jako urea, se nachází na všech vyobrazeních vládců a velké části bohů, na mnoha papyrech a na reliéfech, na nichž jsou zachyceny korunovační scény.

## Hlavní chrám
Hlavní chrám Vadžety se nacházel v jejím domovském městě Bútó, jeho trosky byly v roce 1886 identifikovány britským egyptologem Flindersem Petriem na pahorku Tell el-Faraín, který se nachází asi 60 km od dnešní obce Tanta. Podle popisu Hérodota byl vytesán z jediného kusu kamene, každá jeho strana měřila dle něj 40 loktů, tedy zhruba 18 metrů, a jeho věštírna prý byla nejspolehlivější v celé zemi. Dosavadní vykopávky ale zatím žádnou tuto zprávu nepotvrdily ani nevyvrátily.